# Лэнгхорн, Кристал
Кристал Эллисон Лэнгхорн (англ. Crystal Allison Langhorne; род. 27 октября 1986 года, в Куинсе, Нью-Йорк, США) — американская профессиональная баскетболистка, выступавшая в женской национальной баскетбольной ассоциации. Она была выбрана на драфте ВНБА 2008 года в первом раунде под шестым номером клубом «Вашингтон Мистикс». Играла на позиции лёгкого форварда. На студенческом уровне играла за «Мэриленд Террапинс» под руководством Бренды Фриз.

## Карьера

### Колледж
С 2004 по 2008 годы Лэнгхорн училась в Мэрилендском университете в Колледж-Парке, где она играла за команду «Мэриленд Террапинс». В 2006 году «Водяные черепахи» победили в чемпионате NCAA. В 2007 году Лэнгхорн со сборной США до 21 года выиграла чемпионат мира. За свою студенческую карьеру набрала более 2000 очков и 1000 подборов, став первой баскетболисткой в истории «Мэриленд Террапинс», добившейся таких показателей как среди женщин, так и мужчин.

### ЖНБА
Кристал Лэнгхорн была задрафтована в первом раунде под шестым номером в 2008 году командой «Вашингтон Мистикс». Её дебют за команду состоялся во время предсезонной подготовки, 5 мая, в матче с командой из Сакраменто. В своём первом сезоне за «Вашингтон Мистикс» Лэнгхорн выходила в стартовом составе только в шести матчах, это позволило ей набирать 4,8 очка в среднем за игру и 4 подбора. В сезоне 2009 года всё изменилось, Кристал стала чаще появляться в стартовом составе, что позволило ей набирать 12 очков и 7,9 подбора в среднем за игру и стать самым прогрессирующим игроком ЖНБА.

### Европа
Играла за испанский «Ривас Экополис», словацкий «Гуд Энджелс Кошице», а также за московское «Динамо», в составе которого, Лэнгхорн стала лучшей по очкам за игру в сезоне 2011/2012 годов, набирая в среднем 22,4 очка и попала в символическую пятерку всего чемпионата.

### Достижения
- Чемпионка NCAA (2006)
- Самый прогрессирующий игрок ЖНБА (2009)
- 2 раза участвовала в Матче всех звёзд ЖНБА (2010, 2011)
- Вторая сборная всех звёзд ЖНБА (2010)
- Обладатель Кубка Европы (2013)